# Ночная смена (фильм, 1982)
«Ночная смена» (англ. Night Shift) — американская кинокомедия режиссёра Рона Ховарда. Главные роли сыграли Генри Уинклер, Майкл Китон и Шелли Лонг.

## Сюжет
Чак — скромный и тихий парень, работает в городском морге. Его соседка Белинда — проститутка, сутенёра которой недавно убили. Чак и его новый сослуживец Билл решают заняться бизнесом погибшего. В результате Чак не только зарабатывает неплохие деньги для себя и девочек, но и переоценивает своё отношение к жизни.
Чарльз «Чак» Ламли, в прошлом успешный биржевой маклер, нашел убежище в своей работе санитаром в морге в Нью-Йорке. Его «повысили» до супервайзера ночной смены, чтобы освободить место для племянника его босса Леонарда, что его очень огорчило. Его недовольство усугубляется иррациональным оптимизмом Билла «Блейза» Блажейовски, его нового коллеги. Они вдохновлены тяжелым положением соседки Чака, чтобы применить финансовую хватку Чака и предпринимательский дух Билла, чтобы открыть службу проституции со штаб-квартирой в морге.
Чак влюбляется в Белинду, но их отношения осложняются, когда Белинда отказывается бросить проституцию. Пассивность Чака не позволяет ему сказать Белинде, что он любит ее. Тем временем, набег Чака и Билла на проституцию вызывает гнев опасных сутенеров, которые приходят в морг и угрожают убить Чака. Билл непреднамеренно приводит двух тайных полицейских в морг, где Чак подвергается нападению сутенеров. Начинается перестрелка. Чака и Билла спасают, но арестовывают за пропаганду проституции. Поскольку их арест был бы политическим позором, двум мужчинам предлагают вернуться на прежнюю работу и снять все обвинения. Чак принимает условия. Билл же видит в этом возможность поторговаться с мэрией. Чак и Билл ссорятся и расстаются. Невеста Чака Шарлотта разрывает их помолвку.
Чак снова не может выразить свои истинные чувства к Белинде. Она уходит. С новой решимостью Чак находит Белинду, работающую в клубе для взрослых, и признается ей в любви. Он также обнаруживает, что Билл работает там, извиняется за свои резкие слова и уверяет Билла в ценности его творческих идей. Все трое покидают клуб и отправляются в город.

## В ролях
- Генри Уинклер — Чак Ламли
- Майкл Китон — Билл Блейзжовски
- Шелли Лонг — Белинда Китон
- Джина Хехт — Шарлотта Кугл
- Пэт Корли[англ.] — Эдвард Кугл
- Бобби Ди Чикко — Леонард
- Нита Талбот — Вивиан
- Бэзил Хоффман — Дроллхаузер
- Тим Россович — Люк
- Клинт Ховард — Джеффри
- Джо Спинелл — Манетти
- Ричард Белзер — Пиг
- Гранд Л. Буш — Мустафа
- Винсент Скьявелли — Карл
- Кевин Костнер — Frat Boy № 1
- Шеннен Доэрти — Блуберд

## Признание
Премия «Золотой глобус»-1983:
- Лучший актёр в комедии или мюзикле — Генри Уинклер (номинация)[2].

Kansas City Film Critics Circle Awards-1982:
- Лучший актёр второго плана — Майкл Китон (награда)[3]